# Джеймс Тоузленд
Джеймс Майкл То́узленд (англ. James Michael Toseland; народився 5 жовтня 1980, Донкастер, Велика Британія) — британський музикант, в минулому відомий мотогонщик. Дворазовий чемпіон світу з шосейно-кільцевих мотоперегонів серії Superbike (у 2004 та 2007 роках); разом з Троєм Корсером є єдиними, кому вдалось виграти чемпіонат світу Superbike, виступаючи за різні команди. 9 вересня 2011 року офіційно повідомив про завершення професійної кар'єри мотогонщика через травму кисті правої руки.
Окрім участі у мотоперегонах, Тоузленд займається музикою, виступаючи піаністом та співаком, а також автором пісень, регулярно виступаючи зі своєю групою «Crash» (дослівно з англ. Аварія) на концертах по всьому світу.
Наразі Тоузленд веде підготовку до встановлення у 2014 році нового рекорду швидкості на мотоциклі. Для цього він співпрацює з університетом Дербі над розробкою нового боліду. Рекордний заїзд має відбутися на дні висохшого соляного озера Бонневіль (Юта, США).

## Особисте життя
19 січня 2012 року Джеймс одружився з Кеті Мелуа — відомою британською співачкою грузинського походження.

## Цікаві факти
У 2008 році мотоцикл Yamaha R1, на якому Джеймс Тоузленд, виступаючи за команду Fiat Yamaha, брав участь на промоушн-івенті в Сільверстоуні, був розіграний страховою компанією Bennets серед своїх клієнтів. Переможцем став сержант британської армії Річард Грін.

## Статистика виступів

### Загальна
| Серія            | Серія            | Роки виступів      | Гонки | Поули | Подіуми | Перемога | 2-е місце | 3-є місце | Шв.кола | Титули |
| Supersport (WSS) | Supersport (WSS) | 1998-1999          | 17    | 0     | 0       | 0        | 0         | 0         | 0       | 0      |
| Superbike (SBK)  | Superbike (SBK)  | 2001-07, 2010-2011 | 201   | 4     | 61      | 16       | 26        | 19        | 2       | 2      |
| Moto GP          | Moto GP          | 2008-09            | 34    | 0     | 0       | 0        | 0         | 0         | 0       | 0      |
| Всього           | Всього           | Всього             | 252   | 4     | 61      | 16       | 26        | 19        | 2       | 2      |